# Stereophyllum peruvianum
Stereophyllum peruvianum là một loài Rêu trong họ Stereophyllaceae. Loài này được (Mont.) Mitt. miêu tả khoa học đầu tiên năm 1869.